# Роза из Витербо
Роза из Витербо (итал. Rosa da Viterbo, 9 июля 1233, Витербо, Лацио — 6 марта 1252, Витербо, Лацио) — католическая святая, францисканская терциарка.

## Биография
Главным источником сведений о жизни Розы из Витербо служат записи в актах о её канонизации середины XV века, но поскольку они не содержат никаких дат, многое из её биографии остаётся спорным или неустановленным.
Согласно актам, Роза родилась в Витербо в бедной и благочестивой семье. С детства отличалась глубокой набожностью, уже с семилетнего возраста фактически вела жизнь отшельника, устроив себе келью во дворе отцовского дома и посвятив себя молитве и делам милосердия. Тяжело заболев, она излечилась после видения Девы Марии, которая велела ей вступить в Третий орден францисканцев и проповедовать покаяние в Витербо, который был в этот период оккупирован войсками императора Фридриха II и стал одним из центров политических столкновений между сторонниками императора и папы (гибеллинами и гвельфами).
Роза пешком обходила город и призывала жителей к покаянию, нравственному обращению и подчинению Церкви и папе. После двух лет проповедей на городских улицах она добилась определённого успеха, судя по тому, что проимператорские власти города решили изгнать Розу вместе с семейством (предположительно в начале 1250 года). Семья Розы нашла убежище в Сориано-нель-Чимино. По преданию в конце 1250 года Роза предсказала скорую смерть императора Фридриха (умер 13 декабря 1250 года). После смерти Фридриха власть в Витербо перешла к гвельфам и семейство Розы смогло вернуться на родину.
Роза хотела вступить в монастырь клариссинок, но получила отказ из-за своей крайней бедности и невозможности принести положенное монахине приданое. Тем не менее, по преданию она предсказала, что вступит в этот монастырь после смерти. Остаток жизни она провела в келье в отцовском доме. Умерла 6 марта 1252 года .
Процесс канонизации был открыт папой Иннокентием IV непосредственно после смерти Розы, но причисление её к лику святых состоялось только в 1457 году при папе Каликсте III. Первоначально она была похоронена в приходской церкви Санта-Мария-ин-Поджио, но 4 сентября 1257 года её мощи, обнаруженные нетленными, были перезахоронены в монастыре клариссинок в Витербо, куда Роза желала вступить, а сам монастырь позднее получил её имя.
В житиях упоминается, что смерть святой Розы наступила от туберкулёза, однако в 2010 году были проведены исследования её останков, которые показали, что она умерла от редкого порока сердца (синдром Кантрелла).

## Почитание

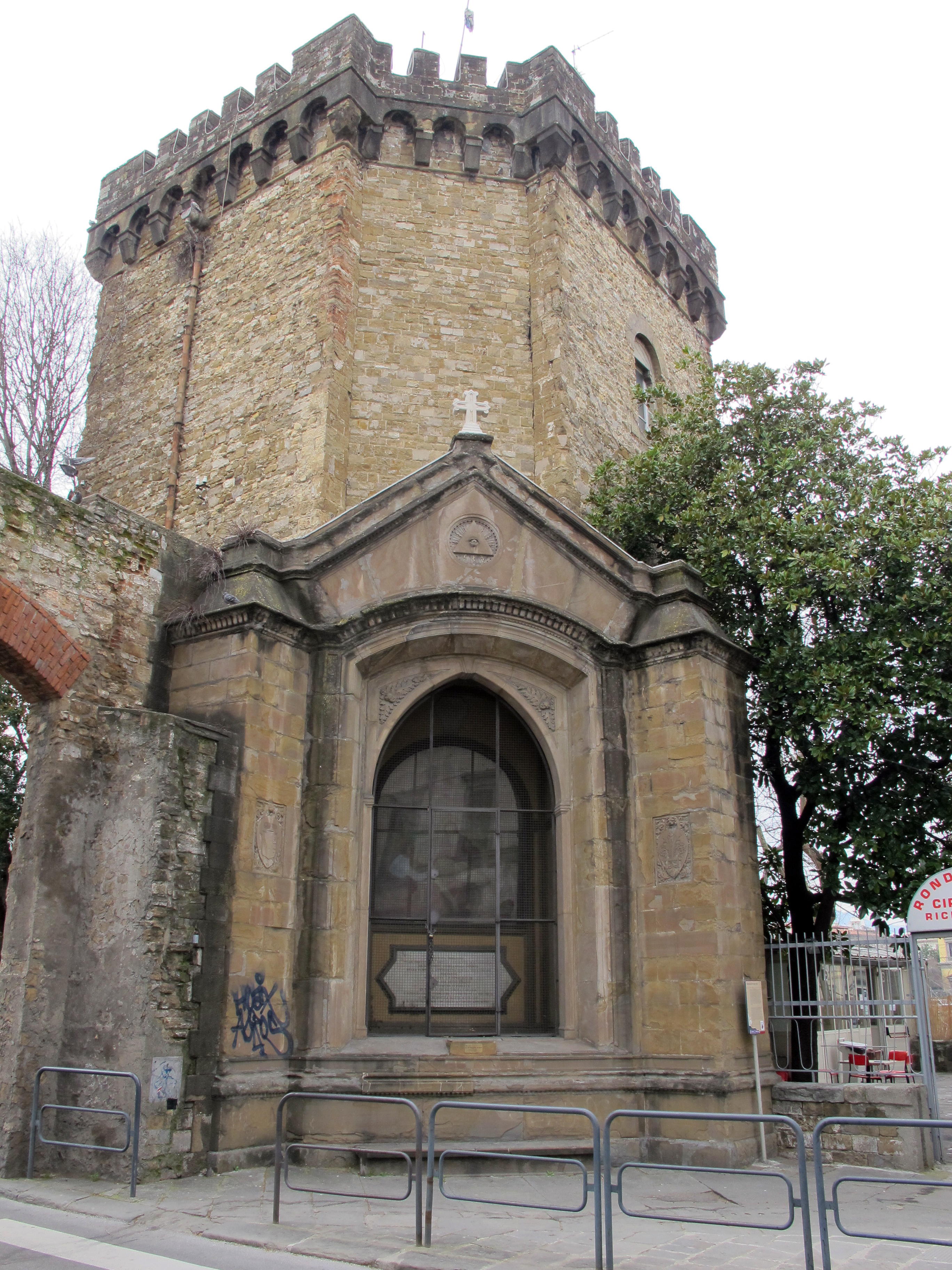
Табернакль Святой Розы во Флоренции.

Память святой Розы из Витербо в календаре Католической церкви — 4 сентября (день перенесения мощей) или 6 марта (день смерти). Святая Роза почитается покровительницей города Витербо. Каждый год 4 сентября в Витербо проводится торжественное шествие, посвящённое святой. Также она считается покровителем изгнанников, терциариев и людей, отвергнутых монашескими орденами